# Pai Pedro
Pai Pedro är en kommun i Brasilien.   Den ligger i delstaten Minas Gerais, i den östra delen av landet, 500 km öster om huvudstaden Brasília. Antalet invånare är 5 934.
Omgivningarna runt Pai Pedro är huvudsakligen savann. Runt Pai Pedro är det glesbefolkat, med 10 invånare per kvadratkilometer.